# Dolsko (Nahořany)
Dolsko (německy Talgrund) je malá vesnice, část obce Nahořany v okrese Náchod. Nachází se asi 1,5 km na jihozápad od Nahořan. V roce 2009 zde bylo evidováno 29 adres. V roce 2001 zde trvale žilo 28 obyvatel.
Dolsko je také název katastrálního území o rozloze 2,06 km2.